# كولمان هوكنز
كولمان هوكنز (بالإنجليزية: Coleman Hawkins) (و. 1904 – 1969 م) هو عازف ساكسفون، وعازف الجاز من الولايات المتحدة الأمريكية . ولد في سانت جوزيف .
توفي في مدينة نيويورك .بسبب ذات الرئة .

## روابط خارجية
- كولمان هوكنز على موقع IMDb (الإنجليزية)
- كولمان هوكنز على موقع الموسوعة البريطانية (الإنجليزية)
- كولمان هوكنز على موقع ميوزك برينز (الإنجليزية)
- كولمان هوكنز على موقع إن إن دي بي (الإنجليزية)
- كولمان هوكنز على موقع أول ميوزيك (الإنجليزية)
- كولمان هوكنز على موقع ديسكوغز (الإنجليزية)
- كولمان هوكنز على موقع قاعدة بيانات الفيلم (الإنجليزية)